# St. Georgii (Gatterstädt)

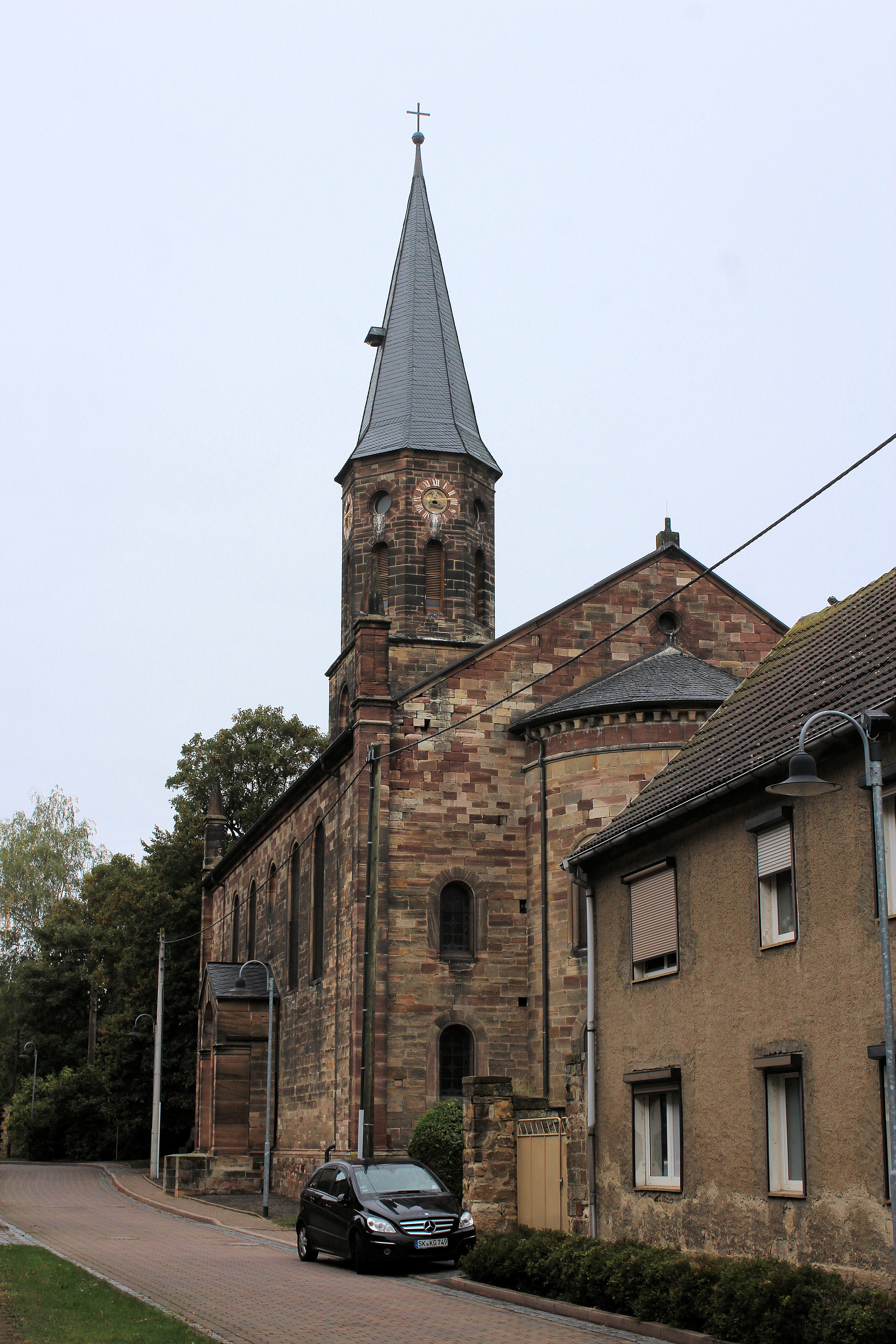
Gatterstädt, St. Georgi

St. Georgi ist die unter Denkmalschutz stehende Kirche in der Ortschaft Gatterstädt, einem Ortsteil der Stadt Querfurt im Saalekreis in Sachsen-Anhalt. Im örtlichen Denkmalverzeichnis ist sie unter der Erfassungsnummer 094 20961 als Baudenkmal verzeichnet.
Die Kirchengemeinde Gatterstädt gehört zum Kirchspiel Querfurt in der Evangelischen Kirche Mitteldeutschlands.

## Geschichte
Nachdem im 11. Jahrhundert die Kirche St. Petri gegründet wurde, errichtete man im 13. Jahrhundert eine Filialkirche, ca. 600 Meter entfernt, die dem Hl. Georg gewidmet wurde. Auch wenn von diesem Bauwerk geschichtlich nichts bekannt ist, so ist das Vorhandensein der Georgi-Kirche im 15. Jahrhundert durch einen Glockenguss gesichert und dokumentiert.
Die heutige Kirche wurde 1853 bis 1856 in neoromanischen Formen nach Entwürfen von Bauinspektor Steudener aus Halle (Saale) errichtet. 1857 konnte das neue Gotteshaus mit fast 400 Sitzplätzen geweiht werden. Die alte Klauskirche wurde damit zur Friedhofskirche. Nachdem schon in den 1960er Jahren Erhaltungsmaßnahmen durchgeführt worden waren, konnte die Kirche nach 1990 umfassend saniert werden. Unter anderem wurden die Seitenemporen vom Schwamm befreit, das Mauerwerk des Kirchenschiffes und des Turmes saniert, die Dächer neu eingedeckt und schließlich die Farbfassung des Inneren rekonstruiert. 2005 waren diese Arbeiten dann abgeschlossen. Heute wird die Kirche leider nur selten genutzt.

## Architektur und Ausstattung
Die Kirche ist aus rötlichen Porphyrsteinen in neoromanischen Formen als einschiffige Saalkirche errichtet. Im Osten ist eine halbrunde Apsis angefügt. Die östlichen und westlichen Pfeiler des Kirchenschiffes werden durch schlichte Fialen bekrönt. Der Turm im Westen steht auf rechteckigem Grundriss und mündet nach oben in eine oktogonale Glockenstube mit Spitzhelm. Die Fenster sind rundbogig. Auf der Südseite des Kirchenschiffes ist ein Eingangsportal mit Überdachung angebracht.
Das Innere beeindruckt durch seine große Weite. Durch die Pfeiler der umlaufenden Holzempore, die bis zur Flachdecke reichen, erhält der Innenraum einen dreischiffigen Eindruck. Der Altar ist als freistehender Sandsteintisch gestaltet, der neben vier Kerzenleuchtern ein Kruzifix und ein Bibelwort trägt. Die Kanzel ist polygonal und trägt in ihren Zierfeldern drei kleine Heiligenskulpturen. Das Tonnengewölbe der Apsis ist als Sternenhimmel gemalt, unterhalb des Himmels umläuft ein Spruchband die Apsis.
Die Buntglasfenster des Altarraumes zeigen Christusdarstellungen. Das Taufbecken besitzt einen achteckigen Schaft, ist selbst achteckig und in neoromanischen, floralen Formen verziert.

## Orgel
Die Orgel wurde 1857 durch August Ferdinand Wäldner aus Halle geschaffen. Sie besitzt 23 Register auf zwei Manualen und Pedal, die Trakturen sind mechanisch. Heute ist die Orgel nur bedingt spielbar und harrt einer Sanierung.

## Glocken
Eine erste Glocke für St. Georgi wurde bereits 1478 gegossen, allerdings handelte es sich dabei wahrscheinlich um einen Umguss älteren Materials. 1505 wurde die heutige große Glocke gegossen. Nachdem 1917 und 1942 Glocken kriegsbedingt verloren gingen, konnte das Geläut 1964 durch zwei Eisenglocken der Firma Schilling & Lattermann wieder vervollständigt werden. Die Tonfolge ist g′ – a′ – cis″. Die Glocken werden elektrisch betrieben.